# ブライアン・ブロビー
ブライアン・エベニサー・アジェイ・ブロビー（Brian Ebenezer Adjei Brobbey, 2002年2月1日 - ）は、オランダ・北ホラント州アムステルダム出身のサッカー選手。エールディヴィジ・アヤックス・アムステルダム所属。ポジションはFW(CF)。

## クラブ経歴
8歳の時に地元のアヤックス・アムステルダムのユースアカデミーに入所。2017年にU-19チームに昇格。2018-19シーズンにユースリーグでゴールを量産し、注目を集める。同シーズン中には飛び級の形で、Bチームにあたるヨング・アヤックスに昇格。翌2019-20シーズンもBチームでゴールを量産し、更に評価を高める。2020-21シーズンもBチームでゴールを量産し、2020年10月にトップチームに昇格。31日のフォルトゥナ・シッタート戦で、エールディヴィジ初出場でいきなり初ゴールも記録。更に12月9日のUEFAチャンピオンズリーググループリーグのアタランタBC戦では先発出場。2021年1月29日のヴィレムII戦でもゴールを決めた。しかし、2月3日にアヤックスとの契約を更新しない事を表明。すると、以前から関心を持っていたボルシア・ドルトムントに加え、RBライプツィヒやACミランなどが、ブロビーの獲得を検討していると報じられた。
2021年3月12日、RBライプツィヒと4年契約を締結し、2021-22シーズンより加入することが発表された。
2021年12月31日、アヤックス・アムステルダムにシーズン終了までのレンタル移籍で復帰することが発表された。
2022年7月22日、アヤックス・アムステルダムに5年契約で復帰し、移籍金は1935万ユーロであることが発表された。

## 代表経歴
2017年から2年間、U-17オランダ代表で活躍。2018年、2019年とUEFA U-17欧州選手権で2連覇を達成。更に2019 FIFA U-17ワールドカップにも出場し、4位入賞を果たした。
2022年10月21日、彼の能力を高く評価したルイス・ファン・ハールによってそれまでフル代表での出場経験が無いにもかかわらずカタールW杯に向けた予備登録メンバーの1人に選ばれた。

## 人物
- 2021年3月に、同年7月よりRBライプツィヒへの加入が決まった際、同チームの監督ユリアン・ナーゲルスマンは、ブロビーのプレースタイルを ｢まるでロメル・ルカクを彷彿させる｣ と表現したと言われている[12]。

## タイトル

### クラブ
アヤックス・アムステルダム
- エールディヴィジ：2回 (2020-21, 2021-22)
- KNVBカップ : 2020-21